# Smålanden
Smålanden är en bebyggelse i Sörby socken i Hässleholms kommun. Mellan 2015 och 2020 och åter från 2023 avgränsade SCB här en småort.